# اچ‌ام‌اس الدرنی (پی۴۱۶)
اچ‌ام‌اس الدرنی (پی۴۱۶) (به انگلیسی: HMS Alderney (P416)) یک زیردریایی بود که طول آن ۲۹۳ فوت ۶ اینچ (۸۹٫۴۶ متر) بود. این زیردریایی در سال ۱۹۴۵ ساخته شد.